# Orquestra Filarmónica de Braga
A Orquestra Filarmónica de Braga é uma orquestra, fundada em Braga em 2015.
A orquestra realizou inúmeros concertos, em Portugal e no estrangeiro, destacando-se uma digressão na China, onde se apresentou em seis cidades diferentes e apresentou os Concertos de Ano Novo – Strauss & Friends, no final de 2019 e início de 2020.
Desde a sua fundação, é dirigida pelo maestro Filipe Cunha.